# Valgejõe
Valgejõe is een plaats in de Estlandse gemeente Kuusalu, provincie Harjumaa. De plaats heeft de status van dorp (Estisch: küla).

## Bevolking
Het dorp had 33 inwoners op 31 december 2011 en 31 inwoners op 31 december 2021.

## Ligging
Valgejõe ligt aan de Põhimaantee 1, de hoofdweg van Tallinn naar Narva.